# Old Metropolitan Band
Old Metropolitan Band – polska grupa muzyczna grająca jazz tradycyjny, utworzona w Krakowie w czerwcu 1968 r. Zespół został założony przez trębacza Andrzeja Jakóbca, Ryszarda Kopciucha-Maturskiego (kontrabas) i Tadeusza Ofertę (banjo) przy współpracy Czesława Dworzańskiego (perkusja), Wiesława Kuprowskiego (klarnet), Marka Michalaka (puzon), Henryka Słaboszowskiego (fortepian) oraz Witolda Stryszewskiego (bas). Autorem nazwy zespołu jest jego basista - Ryszard Kopciuch-Maturski.

## Historia

### Rok 1969
Przed szerszą publicznością zespół wystąpił po raz pierwszy na wrocławskim Jazzie nad Odrą.

### Rok 1970
Ponownie, na festiwalu Jazz nad Odrą zespół zdobył I nagrodę zespołową. Old Metropolitan Band wykonał wówczas jazzową parafrazę piosenki ludowej „Bandoska”, która na długie lata stała się sztandarowym utworem zespołu.

### Rok 1975–1993
W tym roku, na Konkursie Jazzu Tradycyjnego „Złota Tarka”, zespół otrzymał I nagrodę, a puzonista - Marek Michalak otrzymał nagrodę indywidualną.
Zespół występował na wszystkich liczących się tradycyjnych festiwalach europejskich, wielokrotnie uczestniczył w Jazz Jamboree. W swojej muzyce łączył dixieland, jazzową zabawę, muzyczny pastisz i humor. Zespół eksperymentował również poza jazzem np. występując z Chórem Politechniki Szczecińskiej.

### Rok 1993
Skład zespołu przez ponad ćwierć wieku był bardzo stabilny, ale od 1993 r. zespół zaczął koncertować w składzie: Adam Góralczyk (puzon, skrzypce), Andrzej Jakóbiec (trąbka i śpiew), Wiktor Kierzkowski (perkusja),Ryszard „Kajo” Kwaśniewski (klarnet, saksofon sopranowy, skrzypce), Ryszard Kopciuch-Maturski (kontrabas) i Tadeusz Oferta (banjo). Z zespołem współpracowali także: Rafał Zydroń, Stanisław Cieślak, Andrzej Lechowski, Jan Boba, Wojciech Salamon, Stefan Sendecki, Andrzej Krauzowicz, Ryszard Styła, Andrzej Czernicki, Zdzisław Gogulski, Adam Pukalak, Zdzisław Świerczyński, Andrzej Zaucha, Witold Chronowski. 

### Rok 2005
8 października 2005, po śmierci Andrzeja Jakóbca zespół zaczął koncertować w następującym składzie: Adam Góralczyk (puzon, skrzypce), Ryszard „Kajo” Kwaśniewski (klarnet, saksofon sopranowy, skrzypce), Tadeusz Oferta (banjo), Ryszard Kopciuch-Maturski (kontrabas, gitara basowa), Wiktor Kierzkowski (perkusja) oraz Elżbieta Kulpa (śpiew).

### Czasy obecne
W repertuarze zespołu znajdują się standardy jazzu tradycyjnego, znane „evergreens” jak: „Bel Ami”, „Midnight in Moscow”, „Oczy Czarne”, „Caravan” czy „ujazzowiona” wersja „Forelle” Schuberta oraz utwory własne (kompozycje, opracowania). Grupa nieustannie rozszerza repertuar oraz włącza nowe techniki gry (np. duet smyczkowy Adama Góralczyka z Ryszardem Kwaśniewskim).
31 marca 2021 roku zmarł basista i lider po Andrzeju Jakóbcu, Ryszard Kopciuch-Maturski. Jego miejsce w zespole zajął Jan "Jasso" Gonciarczyk.

## Dyskografia
Zespół ma swoim dorobku 2 longplaye nagrane w Polsce, 8 longplayów nagranych w Niemczech, 1 płytę kompaktową (CD), 2 kasety magnetofonowe i 4 single.

### Wybrana dyskografia
- Time Machine (1971)
- Tribute to Armstrong (1972)
- Dixie Funk Spirale at Townhall Cologne (1973)
- Live in Jazz Club Hannover (1975)
- Złota Tarka'76 (1976)
- Old Metropolitan Band live in Waschbrett Kaiserlautern (1978)
- Bei Mir Bist Du Schoen (1981)
- Der Profi (1988)
- Zachodźże sloneczko...(1993)
- Jambalaya (2000) – złota płyta[2]
- Marsz Pacyfistów (2004)
- Stary Port Nowy Orlean (2010)
- Route 44 (2013)

## Filmografia
- Wakacje z duchami (1970)
- Seksolatki (1971)

## Aktualny skład zespołu
- Adam Góralczyk (puzon, skrzypce)
- Wiktor Kierzkowski (perkusja)
- Tadeusz Oferta (banjo)
- Ryszard „Kajo” Kwaśniewski (klarnet, saksofon sopranowy, skrzypce)
- Jan "Jasso" Gonciarczyk (gitara basowa)
- Elżbieta Kulpa (śpiew)